# ديفيد جي. تورنر
ديفيد جي. تورنر هو عالم فلك كندي، ولد في 1945 في تورونتو في كندا.